# Mazer (naczynie)

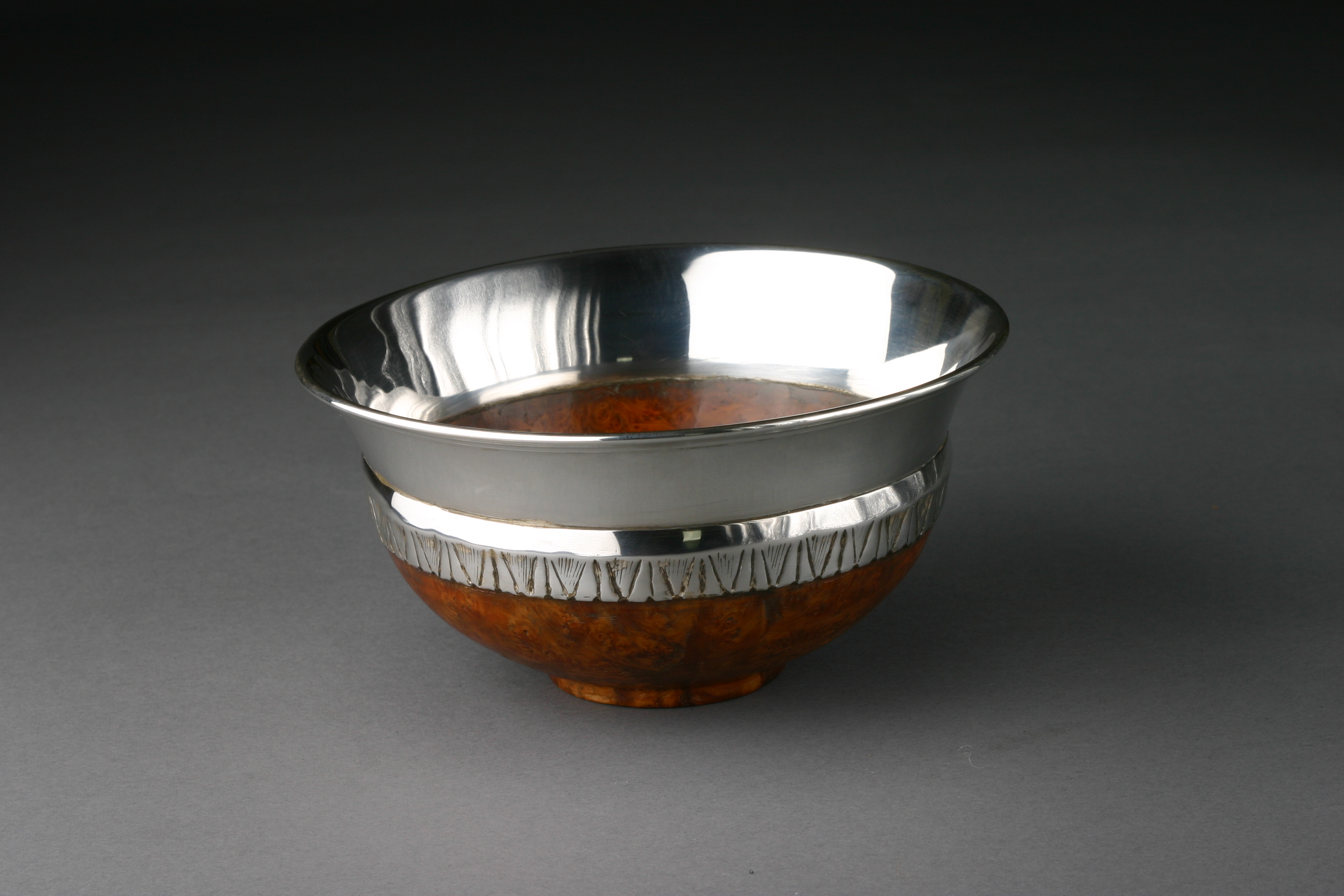
Współcześnie wykonany mazer

Mazer – średniowieczne naczynie do picia wykonane z toczonego drewna (najczęściej klonowego) o dekoracyjnym układzie słojów. Były oprawiane w srebro lub pozłacane srebro w formie taśmy wokół górnej krawędzi i stopki. Od innych naczyń wyróżniał je grawerowany lub malowany w środkowej części dna medalion (zwany też pieczęcią lub guzem). Powstawały również rozbudowane wersje, np. z małej odwróconej czarki umieszczonej pod większą, lub rzadko spotykane ze srebrną stopką.
Najstarsze zachowane egzemplarze datowane są na początek XIV w. Od XV w. naczynia te stawały się płytsze, a ich oprawa szersza, z inskrypcjami o charakterze religijnym lub świeckim.